# Férfi 25 kilométeres hosszútávúszás a 2013-as úszó-világbajnokságon
A férfi 25 kilométeres hosszútávúszás versenyt a 2013-as úszó-világbajnokságon július 27-én rendezték meg.

## Érmesek
| Arany                     | Ezüst                    | Bronz                           |
| Thomas Lurz · Németország | Brian Ryckeman · Belgium | Jevgenyij Dratcev · Oroszország |

## Eredmény
| Helyezés  | Úszó                  | Nemzetiség | Idő       |
| --------- | --------------------- | ---------- | --------- |
| Aranyérem | Thomas Lurz           | GER        | 4:47:27.0 |
| Ezüstérem | Brian Ryckeman        | BEL        | 4:47:27.4 |
| Bronzérem | Evgeny Drattsev       | RUS        | 4:47:28.1 |
| 4         | Alex Meyer            | USA        | 4:47:28.2 |
| 5         | Allan do Carmo        | BRA        | 4:47:30.1 |
| 6         | Spyridon Gianniotis   | GRE        | 4:47:31.3 |
| 7         | Simone Ruffini        | ITA        | 4:47:42.7 |
| 8         | Guillermo Bertola     | ARG        | 4:47:44.8 |
| 9         | Philippe Guertin      | CAN        | 4:48:46.8 |
| 10        | Jan Pošmourný         | CZE        | 4:48:53.4 |
| 11        | Shahar Resman         | ISR        | 4:48:53.5 |
| 12        | Bertrand Venturi      | FRA        | 4:48:58.3 |
| 13        | Gyurta Gergely        | HUN        | 4:49:03.9 |
| 14        | Jordan Wilimovsky     | USA        | 4:49:11.1 |
| 15        | Diogo Villarinho      | BRA        | 4:50:31.3 |
| 16        | Luis Bolanos          | VEN        | 4:50:52.7 |
| 17        | Antonios Fokaidis     | GRE        | 4:50:55.1 |
| 18        | Phillip Ryan          | NZL        | 4:50:57.2 |
| 19        | Rhys Mainstone-Hodson | AUS        | 4:51:08.2 |
| 20        | Axel Reymond          | FRA        | 4:53:47.2 |
| 21        | Valerio Cleri         | ITA        | 4:55:16.5 |
| 22        | Libor Smolka          | CZE        | 4:58:13.7 |
| 23        | Vladimir Dyatchin     | RUS        | 4:58:18.0 |
| 24        | Vitaliy Khudyakov     | KAZ        | 4:58:18.1 |
| 25        | Martín Carrizo        | ARG        | 5:01:43.1 |
| 26        | Richard Weinberger    | CAN        | 5:02:32.6 |
| 27        | Arseniy Lavrentyev    | POR        | 5:03:12.8 |
| 28        | Troyden Prinsloo      | RSA        | 5:03:19.8 |
| 29        | Weng Jingwei          | CHN        | 5:04:02.5 |
| 30        | Saleh Mohammad        | SYR        | 5:04:03.6 |
| 31        | Badr Chebchoub        | TUN        | 5:33:07.2 |
| 32        | Abdelrahman Esam      | EGY        | 5:33:35.7 |
| –         | Christian Reichert    | GER        | DNF       |
| –         | Han Lidu              | CHN        | DNF       |
| –         | Ihor Chervynskyi      | UKR        | DNF       |